# Janne Wallenius

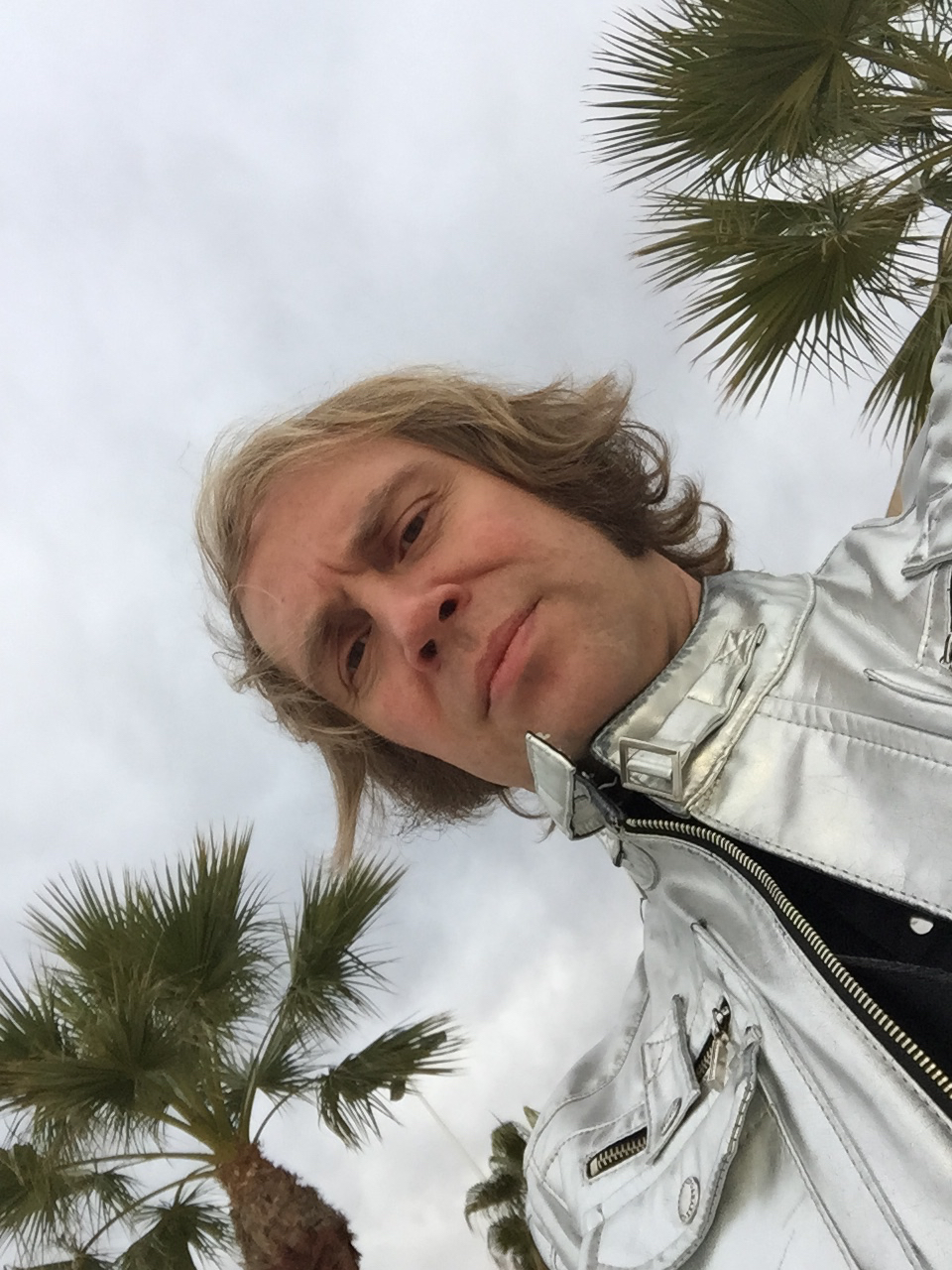
Janne Wallenius i Santa Pola, februari 2015.

Janne Wallenius (tidigare Jan-Åke Toivo Wallenius), född 1968, är en svensk fysiker och professor i reaktorfysik vid Kungliga Tekniska högskolan i Stockholm. Han har gjort sig känd med sin forskning om fjärde generationens reaktorer.

## Biografi
Wallenius deltog som artonåring i tv-programmet Kvitt eller dubbelt, där han besvarade frågor om partikelfysik. Under åren 1987–1992 utbildade han sig i teknisk fysik vid Chalmers tekniska högskola. Han disputerade 1996 i kvantkemi vid Uppsala universitet med en avhandling om myonkatalyserad fusion. Sedan hösten 1996 har Wallenius arbetat som forskare och lärare på avdelningen för reaktorfysik på KTH.
År 2008 promoverades han till professor. Hans huvudsakliga forskningsområden är design och säkerhetsanalys av blykylda reaktorsystem, utveckling av avancerade kärnbränslen, samt strålskadefysik. Han är huvud- eller medförfattare till över 80 vetenskapliga arbeten publicerade i förhandsgranskade tidskrifter. Wallenius har tagit fram en design för en blykyld forskningsreaktor med plutoniumnitridbränsle (ELECTRA), som skulle kunna drivas med naturlig cirkulation av kylmedlet.
I april 2016 utsågs Janne Wallenius till en av Sveriges 10 mest innovativa entreprenörer och belönades med ett stipendium på 200 000 kr.
2022 utsågs Janne Wallenius till mottagare av KTH Innovation Award, som delas ut till personer från Kungliga Tekniska Högskolan som genom nyskapande innovationer bidragit till ett bättre samhälle. Prissumman är 500 000 kronor.

### Företaget Blykalla
År 2013 bildade Janne Wallenius tillsammans med Jesper Ejenstam och Peter Szakalos bolaget Blykalla för att utveckla små blykylda kärnkraftverk för kommersiell elproduktion i arktiska områden. Bolaget har tagit fram en konceptuell design kallad "Sealer" med en elektrisk effekt på 55 MWe. Reaktorn är tillräckligt kompakt för att kunna transporteras på vägnätet, och är utformad för att aldrig behöva byta bränsle. Den är försluten för att försvåra åtkomst till bränslet, och hela reaktorn avses återtas till tillverkaren för demontering efter 25 år. Blykalla är ett av åtta företag som 2018 fått stöd av brittiska regeringen för att genomföra förstudier för småskaliga reaktorkoncept.

### Science Fiction
Under 1990-talet var han redaktör för den kortlivade science fiction-tidskriften Magasin Aniara.  Han drev också ett förlag som gav ut science fiction-litteratur på estniska.